# HEC-RAS
System HEC-RAS to program komputerowy do jednowymiarowych obliczeń hydraulicznych w sieciach naturalnych i sztucznych koryt. Program rozwijany jest przez Hydrologic Engineering Center należący do korpusu inżynieryjnego armii Stanów Zjednoczonych. Począwszy od 1995 roku program udostępniany jest nieodpłatnie. HEC-RAS zawiera obecnie 4 składniki:
1. obliczenia profili zwierciadła przepływów stacjonarnych,
2. symulacje przepływów nieustalonych,
3. transport rumowiska,
4. analiza jakości wody.

Podstawową zaletą systemu jest to, że wszystkie cztery składniki korzystają z tego samego sposobu reprezentacji danych geometrycznych i tych samych procedur obliczeń hydraulicznych.

## Obliczenia profili zwierciadła przepływów stacjonarnych
Ten składnik przeznaczony jest do obliczeń profili zwierciadła wody wolnozmiennych przepływów ustalonych. Model obliczeniowy może opisywać zarówno pojedyncze odcinki rzeki, jak i cały system o budowie drzewiastej lub sieć rzeczną. Obliczenia położenia zwierciadła wody odbywać się mogą przy założeniu różnych reżimów przepływu: spokojnego, rwącego oraz mieszanego.
Podstawowe obliczenia polegają na rozwiązaniu jednowymiarowego równania energii strumienia. Straty energii ujęte są poprzez tarcie (formuła Manninga) i kontrakcję (odpowiedni współczynnik kontrakcji mnożony przez zmianę wysokości prędkości). W miejscach, gdzie zachodzi ruch szybkozmienny, do obliczeń używane jest równanie zachowania pędu. Używa się go, gdy mamy do czynienia z mieszanym reżimem przepływu (dochodzi do wytworzenia się odskoku hydraulicznego), wewnątrz światła mostów oraz w obliczeniach profili w węzłach wodnych (połączenie lub rozdział przepływu).
W obliczeniach uwzględniony jest wpływ rozmaitych przeszkód dla przepływu, takich jak mosty, przepusty, budowle piętrzące i inne obiekty na terenach zalewowych. Interfejs użytkownika zawiera edytory do budowy modeli tych obiektów. Moduł dla przepływów ustalonych zaprojektowany został z myślą o studiach dotyczących terenów zalewowych i określaniu zasięgu wód powodziowych. System ma służyć do oceny wpływu jaki mają na położenie zwierciadła wody działania takie jak: regulacja koryta, zmiany położenia wałów czy zabudowa terenów zalewowych.
Składnik do obliczeń przepływów stacjonarnych umożliwia wykonanie jednoczesnych obliczeń wielu różnych profili zwierciadła wody na danym odcinku koryta. Potrafi też optymalizować rozdział przepływu w węzłach wodnych.

## Symulacje przepływów nieustalonych
Ten komponent systemu HEC-RAS wykonuje symulacje przepływu niestacjonarnego w sieci rzecznej o dowolnej budowie. Solver równań niestacjonarnych powstał na bazie modelu UNET. Moduł ten został zbudowany głównie z myślą o przepływach spokojnych, jednak począwszy od wersji 3.1 model radzi sobie z przepływami o wszystkich reżimach (spokojnym, rwącym i ich kombinacji).
Do modelu włączone są procedury obliczeń hydraulicznych zbudowane dla modelu stacjonarnego. Komponent niestacjonarny umożliwia dodatkowo modelowanie obszarów akumulacji i ich wzajemnego oddziaływania z korytem rzeki.

## Transport rumowiska / obliczenia ruchomego brzegu
Ten składnik służy do symulacji transportu rumowiska i zmiany konfiguracji dna wynikającej z rozmywania i odkładania materiału dennego w dłuższych okresach (zwykle w okresach rocznych, ale można go zastosować do pojedynczych wezbrań).
Zdolność transportowa przepływu obliczana jest na podstawie frakcji ziaren materiału dna, co umożliwia symulację hydraulicznego sortowania. Transport rumowiska obliczony może zostać kilkoma różnymi formułami. Model został stworzony z myślą o symulacji długoterminowych tendencji rozmyć i odkładania w korycie, które mogą wyniknąć ze zmiany częstotliwości i natężenia przepływu lub modyfikacji geometrii koryta. Składnik może służyć do obliczeń zamulania zbiorników, projektowania zwartych przekrojów zapewniających głębokości tranzytowe dla żeglugi, przewidywania skutków pogłębienia koryta na natężenie procesu odkładania, oszacowania maksymalnego poziomu rozmyć w czasie wezbrań i obliczeń sedymentacji w korytach o nierozmywalnym dnie.

## Analiza jakości wody
Składnik systemu przeznaczony do analiz jakości wody w rzekach wyposażony dodatkowo w moduł adwekcji-dyspersji, który umożliwia modelowanie rozkładu temperatury w cieku. Ten nowy moduł wykorzystuje jawny schemat numeryczny QUICKEST-ULTIMATE do rozwiązania jednowymiarowego równania adwekcji-dyspersji przy użyciu metody objętości kontrolnej z pełną implementacją bilansu ciepła.
Możliwe jest modelowanie transportu i przemiany dla ograniczonej ilości wyznaczników jakości wody. Obecnie są to: rozpuszczony azot, fosfor, tlen, algi oraz węglowe biologiczne zapotrzebowanie tlenu (CBOD).